# アンドレア・レッドサム
アンドレア・ジャクリーン・レッドサム（Andrea Jacqueline Leadsom  [ˈlɛdsəm], 旧姓 サーモン, 1963年5月13日 - ) は、イギリスの政治家。保守党所属。環境・食糧・農村地域大臣、庶民院院内総務、枢密院議長、ビジネス・エネルギー・産業戦略大臣などを歴任した。2016年と2019年の2度、保守党党首選挙に出馬したが、いずれも落選した。

## 生い立ち
イングランドのバッキンガムシャー州アイルズベリーで、リチャード・サーモンおよびジュディ夫妻の間に生まれる。幼少期より政治に興味を持ち始める。13歳のときに政治家になりたいと思ったのだという。彼女はトンブリッジ・ガールズグラマースクールに入学、その後ウォーリック大学で政治学を学び、1987年に卒業した。

## 経歴
大学卒業後、金融機関で働く。1993年から1997年までバークレイズで働き、その後De Putron Fund Management (DPFM) に移る。1999年から2009年までInvesco Perpetualで働く。
2010年の総選挙に南ノーサンプトンシャー選挙区から出馬し、初当選した。2014年4月に経済担当副大臣に任命される。2015年の総選挙で保守党が政権を守った後に、エネルギー・気候変動省のエネルギー担当大臣に就任する。

### 2016年保守党党首選挙
デーヴィッド・キャメロン首相の辞任で、レッドサムは2016年イギリス保守党党首選挙の党首候補となった。国会議員による第2回目投票で、彼女はテリーザ・メイに次ぐ得票2位となったが、強力で安定な政府をつくるだけの十分なサポートが得られないとして選挙戦から撤退、メイ支持を表明した。彼女は専門的経験を誇張したことと、「子供を持つということは、国の将来に個人的な興味を与える要因の一つだ」と語ったことで強い批判を受けた。
2016年7月中旬、第1次メイ内閣の環境・食料・農村担当大臣に任命される。2017年6月からの第2次メイ内閣においては庶民院院内総務、枢密院議長を務めた。

### 2019年保守党党首選挙
テリーザ・メイ党首の辞任に伴う2019年イギリス保守党党首選挙に立候補したものの、議員による第1回目の投票で313票中、11票しか得票できず落選した。
同年発足した第1次ジョンソン内閣および次の第2次ジョンソン内閣では、ビジネス・エネルギー・産業戦略大臣を務めた。2023年、スナク内閣で保健・幼年期・プライマリーケア担当政務次官に就任したが、翌年の総選挙には立候補せず、政界を引退した。

## 政策
レッドサムが保守党を選んだのは、保守主義こそが英国の人々とコミュニティーのための良き生活（環境）をつくってきたと信じているからである。だが、経済では自由市場経済を支持している。

### 同性婚
レッドサムは同性結婚には反対している。

### EU離脱の是非を問う国民投票
レッドサムは、それ以前はEU離脱に反対の立場を取っていたが、2016年6月に行われたイギリスの欧州連合離脱是非を問う国民投票ではEU離脱派の主要メンバーとして脚光を浴び、テレビ討論で注目を集めた。レッドサムは、治安のためには英国はEUを離脱したほうが良いと考えている。レッドサムが心配するのはEUの大量移民政策である。レッドサムは、シェンゲン圏内の自由な人の移動は危険であるとし、英国の治安の大きな脅威となると述べている。またレッドサムは、EUに加盟しているために南米などの国家と自由にFTAを締結できないことも問題視していた。

## 私生活
彼女は1993年にベン・レッドサムと結婚し、2人の息子と1人の娘を儲けた。最初の子供の出産後、彼女は産後鬱に数ヶ月間苦しめられた。
レッドサムは、キリスト教は彼女の人生で中心的な役割があると述べている。彼女はデイリー・テレグラフ紙のティム・ロスに対して「私は非常に献身的なキリスト教徒です。 私は自分の価値と、それによってなされる私が行ったすべてのことについて考えます。」と語った。彼女は他の議員と共にさまざまな「聖書研究グループ」に参加し、そして「常に」祈り、公然とキリスト教信仰について全ての党の院内会派が主催するウェブサイトで議論を行っている。

## 参照
1. 1 2  “Leadsom, Rt Hon. Andrea (Jacqueline), (born 13 May 1963), PC 2016; MP (C) South Northamptonshire, since 2010; Secretary of State for Environment, Food and Rural Affairs, since 2016”. Who's Who (Oxford University Press). (2010-12-01).
2. ↑  “Tory contender: Andrea Leadsom” (英語). (2016年7月11日) 2020年1月14日閲覧。
3. ↑  “Leadsom, Andrea”. International Year Book and Statesmen's Who's Who. 2020年1月14日閲覧。
4. ↑  “Aylesbury-born Andrea Leadsom could be country’s new Prime Minister”.   Bucksherald.co.uk (2016年7月6日). 2016年7月10日閲覧。
5. 1 2  Biography A. Leadsom, Conservaives
6. 1 2 3  Britain is at greater risk from terrorists inside the EU, Andrea Leadsom warnsT. Ross, The Daily Telegraph, 26 Mar 2016
7. 1 2  Andrea Leadsom Politics.co.uk, Biography
8. ↑  'LEADSOM, Andrea Jacqueline', Who's Who 2013, A & C Black, an imprint of Bloomsbury Publishing plc, 2013; online edn, Oxford University Press, Dec 2012 ; online edn, Nov 2012 accessed 2 Jan 2013
9. 1 2 3  Who is Andrea Leadsom? Meet the Conservative Party leader and PM candidate C. Hope, The Daily Telegraph, 7 Jul 2016
10. ↑  “No. 59418”. The London Gazette (英語). 13 May 2010. p. 8744.
11. ↑  Home. Andrea Leadsom. Retrieved 8 May 2012.
12. ↑  Bulman, May (2016年7月11日). “Andrea Leadsom quits Tory leadership contest: Read her speech in full”. The Independent (London, UK) 2016年7月11日閲覧。
13. ↑  “Leadsom admits ‘misleading’ claims on CV for top job”. 2016年7月14日閲覧。
14. ↑  “Andrea Leadsom accused of 'misleading' claims on her CV” (2016年7月6日). 2016年7月6日閲覧。
15. ↑  “Andrea Leadsom quits Conservative leadership race”. BBC News (BBC). (2016年7月11日) 2016年7月11日閲覧。
16. ↑  Sparrow, Andrew. “Leadsom attacks 'gutter journalism' in row over motherhood quotes”. The Guardian (London, UK) 2016年7月8日閲覧。
17. ↑  ‘Brutal!’ How Theresa May’s Cabinet bloodbath even shocked hardened hacks M. Deacon, The Daily Telegraph, 14 Jul 2016
18. ↑  “英与党党首選、初回投票はジョンソン前外相がトップ”. 産経新聞. (2019年6月13日) 2019年6月14日閲覧。 {{cite news}}: |work=、|newspaper=引数が重複しています。 (説明)⚠
19. ↑  “Who is Conservative leadership contender Andrea Leadsom?” (2016年6月30日). 2016年7月11日閲覧。
20. ↑  Trade wars: memo shows EU is costing UK billions T Ross and P. Foster, The Daily Telegraph, 21 May 2016
21. ↑  Rustin, Susanna (2012年11月27日). “Andrea Leadsom: lobbying for more support for parents and children”. The Guardian 2016年7月2日閲覧。
22. ↑  “Andrea Leadsom MP - Members' Stories”.   Christians in Parliament. 2016年7月10日閲覧。
23. ↑  “Andrea Leadsom wanted to be MP to stop 'nuclear holocaust'”.   Thetimes.co.uk. 2016年7月10日閲覧。